# Sterculia sangirensis
Sterculia sangirensis är en malvaväxtart som beskrevs av Otto Warburg. Sterculia sangirensis ingår i släktet Sterculia och familjen malvaväxter. Inga underarter finns listade i Catalogue of Life.